# العلاقات الغانية الكازاخستانية
العلاقات الغانية الكازاخستانية هي العلاقات الثنائية التي تجمع بين غانا وكازاخستان.

## مقارنة بين البلدين
هذه مقارنة عامة ومرجعية للدولتين:
| وجه المقارنة                                              | غانا         | كازاخستان                      |
| --------------------------------------------------------- | ------------ | ------------------------------ |
| المساحة (كم2)                                             | 238.53 ألف   | 2.72 مليون                     |
| عدد السكان (نسمة)                                         | 26.91 مليون  | 17.95 مليون                    |
| الكثافة السكانية (ن./كم²)                                 | 112.82       | 6.6                            |
| العاصمة                                                   | أكرا         | نور سلطان                      |
| اللغة الرسمية                                             | لغة إنجليزية | اللغة القازاقية، اللغة الروسية |
| العملة                                                    | سيدي غاني    | تينغ كازاخستاني                |
| الناتج المحلي الإجمالي (بليون دولار)                      | 47.33 مليار  | 159.41 مليار                   |
| الناتج المحلي الإجمالي (تعادل القوة الشرائية) بليون دولار | 115.41 مليار | 439.39 مليار                   |
| الناتج المحلي الإجمالي الاسمي للفرد دولار أمريكي          | 1.37 ألف     | 10.51 ألف                      |
| الناتج المحلي الإجمالي للفرد دولار أمريكي                 | 4.08 ألف     | 24.23 ألف                      |
| مؤشر التنمية البشرية                                      | 0.579        | 0.788                          |
| رمز المكالمات الدولي                                      | +233         | +7                             |
| رمز الإنترنت                                              | .gh          | .kz، .қаз ‏                     |
| المنطقة الزمنية                                           | 00           | ت ع م+05:00، ت ع م+06:00       |

## منظمات دولية مشتركة
يشترك البلدان في عضوية مجموعة من المنظمات الدولية، منها:
| علم المنظمة | اسم المنظمة                               | تاريخ انضمام غانا | تاريخ انضمام كازاخستان |
| ----------- | ----------------------------------------- | ----------------- | ---------------------- |
|             | الاتحاد البريدي العالمي                   | ?                 | ?                      |
|             | يونسكو                                    | 11 أبريل 1958     | 22 مايو 1992           |
|             | البنك الدولي للإنشاء والتعمير             | 20 سبتمبر 1957    | 23 يوليو 1992          |
|             | وكالة ضمان الاستثمار متعدد الأطراف        | 29 أبريل 1988     | 12 أغسطس 1993          |
|             | الاتحاد الدولي للاتصالات                  | 17 مايو 1957      | 23 فبراير 1993         |
|             | منظمة الشرطة الجنائية الدولية             | ?                 | ?                      |
|             | مؤسسة التمويل الدولية                     | 3 أبريل 1958      | 30 سبتمبر 1993         |
|             | الأمم المتحدة                             | 8 مارس 1957       | 2 مارس 1992            |
|             | مؤسسة التنمية الدولية                     | 29 ديسمبر 1960    | 23 يوليو 1992          |
|             | الفريق المعني برصد الأرض                  | ?                 | ?                      |
|             | منظمة حظر الأسلحة الكيميائية              | ?                 | ?                      |
|             | المركز الدولي لتسوية المنازعات الاستشارية | 14 أكتوبر 1966    | 21 أكتوبر 2000         |

## وصلات خارجية
- موقع وزارة الخارجية الغانية
- موقع وزارة الخارجية الكازاخستانية